# 힘노스
힘노스(Hymnus)는 그리스 신화에 나오는 목동이다. 힘노스는 강의 신 상가리오스의 딸인 아름다운 님프 니카이아를 보고 첫 눈에 사랑에 빠졌다. 하지만 니카이아는 아르테미스 여신을 따라 다니며 사냥에만 몰두하였기 때문에 남자에는 도무지 관심이 없었다. 그래서 자신에게 사랑을 고백해 온 힘노스를 활로 쏘아 죽여 버렸다. 사랑의 신 에로스는 힘노스의 죽음에 분노하며 사랑하는 마음을 업신여긴 니카이아에게 복수하기로 다짐했다. 그래서 에로스는 디오니소스 신이 니카이아에게 반하게 만들었다. 욕정을 느낀 디오니소스는 니카이아가 마시는 샘을 몰래 술로 바꾸었다. 이 사실을 모른 채 샘물을 마신 니카이아는 취해버렸고 디오니소스는 강제로 그녀를 겁탈했다. 그 일로 니카이아는 디오니소스의 딸 텔레테를 낳았다고 한다.

## 같이 보기
- 다프네